# 용두초등학교 (광주)
용두초등학교는 광주광역시 북구 신용동에 있는 공립 초등학교이다.

## 학교 연혁
- 1998.09.01 용두초등학교 개교(5개학년 18학급 개교)
- 2006.11.30 용두 잉글리쉬 타운 조성
- 2014.05.01 스마트교실 구축 및 무선랜 설치
- 2016.02.12 운동장 우천로 강당 사다리 설치
- 2016.03.01 학생자치실 설치 및 운영
- 2016.08.24 축구 골대 이설, 강당 농구 골대 설치
- 2022.01.06 제23회 졸업생(116명)(총3,322명)
- 2023.01.06 제24회 졸업생(145명)(총3,467명)
- 2023.09.01 제12대 김복현 교장 부임

## 참고 자료
- 용두초등학교 - 한국교육학술정보원 학교알리미